# Peotyle atmodesma
Peotyle atmodesma är en fjärilsart som beskrevs av Edward Meyrick 1933. Peotyle atmodesma ingår i släktet Peotyle och familjen gnidmalar. Inga underarter finns listade i Catalogue of Life.